# Gébrane Oreiji
Gébrane Oreiji (né à Zghorta en 1951 et mort le 9 janvier 2019) est un homme politique libanais et le président du Parti social nationaliste syrien (PSNS).

## Biographie
Il intègre le PSNS en 1970 et travaille dès 1974 au magazine du parti. Il émigre vers l'Amérique latine en 1975, puis en France en 1977, et retourne au Venezuela de 1978 à 1990.
De retour au Liban en 1990, il est élu président du PSNS en 2001, puis en 2004.